# Susperia
Susperia — метал-группа из Норвегии, образованная в 1998 году.

## История
Музыкальный коллектив Susperia был образован бывшим участником Dimmu Borgir Tjodalv вместе с гитаристом Cyrus. В августе 1999 года в ходе Wacken Open Air Tjodalv встретил будущего вокалиста Susperia Athera. Сначала проект назывался Seven Sins, но после подписания контракта с лейблом Nuclear Blast выяснилось что есть германская группа с таким же названием. В итоге Seven Sins были переименованы в Susperia. В этом составе в сентябре и ноябре-декабре 1999 в Pitfire Studio было записано демо Illusions of Evil. А в июне 2000 года был подписан контракт с одним из крупнейших метал-лейблов в мире Nuclear Blast.
В течение 4 недель октября 2000 года в Abyss Studio проходила запись дебютного полноформатного альбома Predominance.

## Дискография
- 2000 — Illusions Of Evil (Demo)
- 2001 — Predominance (Full-length)
- 2002 — Vindication (Full-length)
- 2004 — Unlimited (Full-length)
- 2005 — Devil May Care (EP)
- 2007 — Cut from Stone (Full-length)
- 2009 — Attitude (Full-length)
- 2011 — We Are the Ones (Compilation)
- 2018 — The Lyricist

## Состав

### Настоящий состав
- Tjodalv (Kenneth Åkesson) — ударные
- Athera (Pål Mathiesen) — вокал
- Cyrus (Terje Andersen) — гитара
- Memnock (Неkon Didriksen) — бас
- Elvorn (Christian Hagen) — гитара
- Mustis (Øyvind Johan Mustaparta) — клавишные